# Hedvig Taube
Hedvig Ulrika Taube (1714 – 11 februarie 1744) a fost o nobilă suedeză, metresa oficială a regelui Frederic I al Suediei. În general ea este considerată a fi singura metresă regală oficială din istoria Suediei și a avut o influență politică.

## Biografie
A fost fiica sfătuitorului regal, contele Edvard Didrik Taube și a soției acestuia, Christina Maria Falkenerg. Sora ei, Catherine Charlotte, s-a căsătorit cu fratele faimosului om de știință, contesa Eva Ekeblad, mătușa faimosului Axel von Fersen.
Regele Frederic I se apropia de 60 de ani și era cunoscut pentru excesele sale sexuale. La început tânăra fată l-a refuzat dar a fost influențată de marele efort de a fi convinsă; întâi, curteni oficiali i-au oferit poziția de doamnă de onoare a reginei. Prietenii regelui, rudele ei și chiar propria familie au încercat s-o convingă. Hedvig Taube  avea nouă frați și familia ei suferea de pe urma datoriilor la jocuri de noroc în momentul sugestiei regelui.
Amiralul Carl Tersmeden i-a ținut un discurs spunându-i că viitoarea ei soartă va fi mai frumoasă decât își poate imagina, soțiile a doi nobili de la curte au vizitat-o pentru a o face să cedeze, mama ei, mătușile materne și paterne au făcut tot ce-au putut și în cele din urmă rezistența ei a cedat. Când trăsura a venit s-o ducă la curte, Tersmeden a declarat că a auzit-o spunând: "Soarta mea e mai grea decât mi-aș putea imagina. Sunt forțată să-mi expun virtutea pentru a salva familia mea ruinată la jocuri de noroc".
A fost instalată la curte ca doamnă de onoare a reginei Ulrica Eleonora în 1731, și aparent a devenit mai mult decât o jucărie sexuală. La 1 martie 1733, Taube a născut o fiică numită Frederica Wilhelmina.

## Scandal public

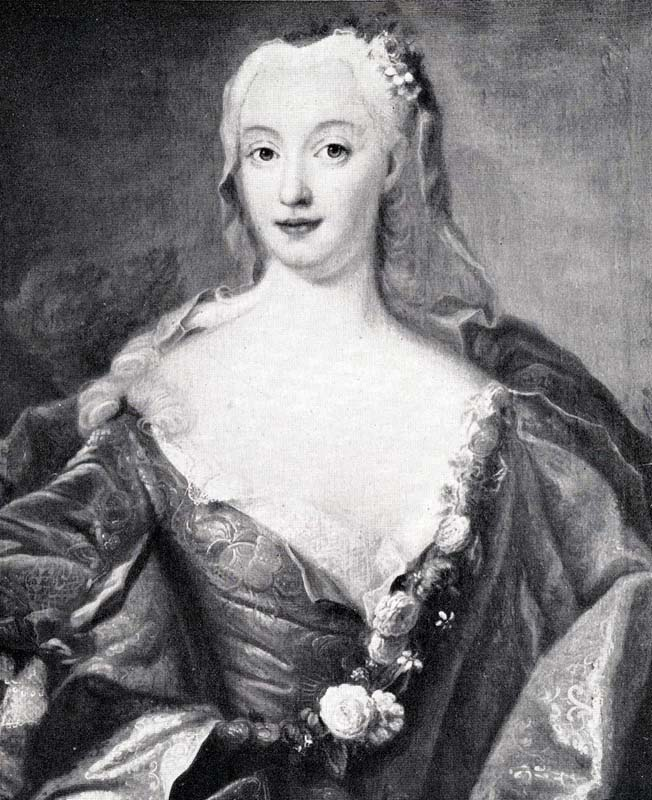
Hedvig Taube de Lorens Pasch.

În 1734, la scurt timp după ce fiica ei în vârstă de un an a murit, regele i-a acordat titlul de contesă von Hessenstein, a recunoscut-o oficial ca metresă a sa și i-a dăruit propriul ei palat. Acst lucru a declanșat un mare scandal, ea fiind prima metresă oficială din istoria Suediei. Bineînțeles, mulți regi ai Suediei au avut metrese, dar nici una nu a fost oficială în "stil francez". 
Regina s-a încchis în apartamentul ei, preoții au refuzat să aducă un omagiu în biserică regelui "cu două soții", au început să circule pamflete satirice în Stockholm; opinia publică era favorabilă reginei, care era respectată pentru comportamentul ei pios. În 1720 regina a abdicat în favoarea soțului ei.
Regele a recunoscut public urmașii lui cu Taube și a negat zvonurile că s-ar fi căsătorit cu ea în secret, dar a răspuns că tratarea cu respect a reginei din recunoștință pentru abdicarea ei nu are nimic de-a face cu viața lui particulară și a scris o scrisoare reginei cerându-i s-o protejeze pe Taube după moartea lui. Regele a declarat că guvernul a promis să nu se implice în viața lui personală și a refuzat să accepte un protest scris. Regina a fost geloasă și mândria ei a avut de suferit.

## Metresă
Contesa a trăit o viață nefericită și discretă. După ce regina a refuzat să mai părăsească camerele ei, Taube nu și-a mai făcut apariția la curte. Ea nu a vrut să fie metresă și când ambasadorii străini au vizitat-o și i-au cerut să-și folosească influența,  le-a spus că nu avea influență și nici nu-și dorea să aibă. A devenit totuși o patroană remarcată de artiști iar salonul ei a devenit o mică curte care rivaliza cu cea a reginei religioase. Unul dintre favoriții ei era poetul Olof von Dahlin, care era considerat un fel de poet de curte.
Indirect ea a jucat un rol politic. Avea mare influență asupra regelui și s-a spus că era suficient să recomande pe cineva pentru a deveni favorit al regelui și pentru a primii funcții publice.
La 10 martie 1735, Taube a născut al doilea copil, un fiu, numit Fredrik Vilhelm, mai târziu Prinț de Hessenstein. Doi ani mai târziu, la 26 noiembrie 1737, a născut al treilea copil, un alt fiu, numit Karl Edvard, care a primit titlul de conte de Hessenstein, și care a murit celibatar la Paris în 1769.
Indignarea legată de faptul că regele avea o metresă oficială nu a încetat și s-a discutat în Parlament de mai multe ori începând cu anul 1738; acest lucru a influențat popularitatea regelui. În 1739, regina a vrut ca Taube și cei doi fii ai ei să fie expulzați din țară. Ei au plecat spre Hesse însă Taube a rămas la Nyköping unde s-a întâlnit cu regele care a pretins că pleacă la vânătoare iar Taube nu a părăsit niciodată țara. Acest lucru a înfuriat-o pe regină care a refuzat să părăsească camera timp de 14 zile; s-a spus că asta a contribuit la declinul sănătății reginei însă Taube a continuat să fie metresă. În paralel regele a continuat să folosească prostituate, lucru care a înrăutățit și mai mult reputația lui.
La 9 decembrie 1743 ea a născut cel de-al patrulea copil al lui Frederic și a doua fiică,  Hedvig Amalia, numită contesă de Hessenstein;  Hedvig Amalia a murit în 1752 la vârsta de nouă ani. Anul următor Taube a rămas din nou însărcinată însă a murit la naștere. A fost înmormântată împreună cu fătul ei - o fiică - la biserica din Strängnäs. 
În 1745, Taube a fost înlocuită în funcția de metresă oficială cu nobila Catharina Ebba Horn, care a fost numită contesă. Relația lor a durat numai trei ani iar ea a fost în mare parte uitată de istorie.